# Okami Kakushi
Ookami Kakushi (яп. おおかみかくし О:ками какуси, «Унесённые волками») — японская компьютерная игра в жанре визуального романа, разработанная компанией «Konami» под руководством Рюкиси07 для платформы PlayStation Portable. Дизайнером персонажей выступили Peach-Pit. Игра была выпущена в Японии 20 августа 2009 года. По игре также были выпущены аниме-сериал и несколько манг.

## Сюжет
Хироси Кудзуми, 15-летний парень, совсем недавно переехавший в горный городок Дзёга, получает предостережение от члена школьного комитета, чтобы он держался подальше от старых улиц, особенно после заката. Однако вскоре он узнаёт про древние ритуалы поклонения волчьим богам, которые там когда-то проходили.

## Персонажи
- Хироси Кудзуми (яп. 九澄 博士 Кудзуми Хироси) — главный герой аниме, который переезжает в деревню вместе с отцом и сестрой.

Сэйю — Ю Кобаяси
- Мана Кудзуми (яп. 九澄 マナ Кудзуми Мана) — младшая сестра Хироси, которая не способна ходить и ездит на коляске.

Сэйю — Саки Фудзита
- Исудзу Цумухана (яп. 摘花 五十鈴 Цумухана Исудзу)

Сэйю — Эмири Като
- Канамэ Асагири (яп. 朝霧 かなめ Асагири Канамэ)

Сэйю — Маи Футигами
- Нэмуру Кусинада (яп. 櫛名田 眠 Кусинада Нэмуру) — предводительница волков, которая следит за порядком в городе. Именно ей отведена роль убивать предателей, тех кто обратил человека в волка.

Сэйю — Мария Исэ
- Каори Мана

Сэйю — Юко Гото

## Музыка
Открывающая тема — «Toki no Mukou, Maboroshi no Sora» (時の向こう 幻の空); исполняет FictionJunction. Закрывающая тема — «Tsukishirube» (月導); исполняет Юка Нанри.

## Список серий
- 01. Город Дзёга
- 02. Братья и сестры
- 03. Импульс
- 04. Предчувствие
- 05. Неистовствовать
- 06. Любовь
- 07. Убыток
- 08. Сложность
- 09. За закрытыми дверями
- 10. Фестиваль хассаку
- 11. Смерть
- 12. Таинственная сказка о городе Дзёге